# Ditrichum mittenii
Ditrichum mittenii là một loài rêu trong họ Ditrichaceae. Loài này được Besch. Kuntze mô tả khoa học đầu tiên năm 1891.